# Xenasteia seychellensis
Xenasteia seychellensis är en tvåvingeart som beskrevs av Hardy 1980. Xenasteia seychellensis ingår i släktet Xenasteia och familjen Xenasteiidae.
Artens utbredningsområde är Seychellerna. Inga underarter finns listade i Catalogue of Life.